# Centauro
Centauro je talijanski lovac tenkova na kotačima dizajniran za teritorijalnu obranu. Zajedno ga proizvode Società Consortile Iveco Fiat - OTO Melara (CIO). Iveco Fiat je zadužen za razvoj i proizvodnju tijela, a OTO Melara za naoružanje i kupolu. 

## Inačice
- Centauro

Osnovna inačica - lovac tenkova
- Centauro 120 mm

Centauro vozilo sa 120mm/45 malotrzajnim topom, koji je postavljen u novu kupolu koja može izdržati proboj 40 mm APFSDS projektila. Ova inačica bi u budućnosti mogla zamijeniti njemačke tenkove Leopard 1A5 u talijanskoj vojsci.
- VBM Freccia

Centauro u inačici borbenog vozila pješaštva. Pojačan je oklop i ugrađena Hitfist Plus kupola (slična kupola je ugrađena i na Dardo) koja je naoružana s Oerlikon KBA 25 mm automatskim topom. Borbeni komplet se sastoji od 200 granata za top 25 mm. Kao sekundarno naoružanje postavljene su dvije 7,62 mm strojnice, koje ispaljuju standardno NATO streljivo za tu strojnicu. Može naoružati i s parom Spike ML/LR protuoklopnih raketa i osam 80 mm bacača dimnih granata. SUP je identičan onom koji je ugrađen u druge dvije inačice Centauro vozila. Posada se sastoji od 3 člana (vozač, zapovjednik i topnik), a može prevesti do 8 članova desanta.

## Korisnici
Italija
- 400 Centauro vozila u inačici lovca tenkova (100 povučeno iz službe)
- 249 VBM Freccia vozila naručena 2006.

 Španjolska
- 84 Centauro vozila u inačici lovca tenkova
- 4 VBM Freccia u inačici vozila za popravke

 Oman
- 6 Centauro 120 mm (moguća nabava još 24)

## Vanjske poveznice
- FAS.org
- Globalsecurity.org
- Army-technology.com
- Jane's Light Armoured Vehicles  Arhivirana inačica izvorne stranice od 20. prosinca 2007. (Wayback Machine)